# Bhutan ai Giochi della XXVII Olimpiade
Il Bhutan ha partecipato ai Giochi della XXVII Olimpiade di Sydney, svoltisi dal 15 settembre al 1º ottobre 2000, con una delegazione di 2 atleti.

## Tiro con l'arco
| Gara                  | Atleta            | Turno di qualificazione | Turno di qualificazione | Turno 1                               | Turno 2 | Ottavi | Quarti | Semifinali | Finale |
| Gara                  | Atleta            | Punteggio               | Pos.                    | Turno 1                               | Turno 2 | Ottavi | Quarti | Semifinali | Finale |
| --------------------- | ----------------- | ----------------------- | ----------------------- | ------------------------------------- | ------- | ------ | ------ | ---------- | ------ |
| Individuale maschile  | Jubzhang Jubzhang | 596                     | 55                      | Nico Hendrickx (Belgio) 156-162       |         |        |        |            |        |
| Individuale femminile | Tshering Chhoden  | 614                     | 50                      | Hamdiah Damanhuri (Indonesia) 153-165 |         |        |        |            |        |